# 吳亞終
吳亞終（？—1870年），又名吳阿終、吳忠、吳鯤，清末壯族民變領袖。新宁州（今广西壮族自治区扶绥县）渠芦村人。
1851年，吳亞終之父吳淩雲組織全勝堂，在新寧響應太平天國起義。1861年，吳淩雲在廣西太平府（今广西壮族自治区崇左市）建立延陵國，吳亞終被立為太子。
1863年，清兵攻陷太平府，吳淩雲陣亡。吳亞終逃往歸順府（今靖西市），繼續抗清，於1868年被廣西提督馮子才擊敗。
吳亞終逃往越南，向越南阮朝投降。但不久反叛阮朝，奪取高平省城。高平總督范芝香向清朝求援，清朝派遣謝繼貴入越支援，協同越南剿撫使翁益謙、副提督阮曰成，在七溪擊破之。但不久吳亞終再糾集部眾，大破越軍於諒山，參贊阮勵、副提督阮曰成陣亡，總督范芝香被俘。
1869年，阮朝派遣武仲平為河寧總督兼宣太諒軍次欽差大臣，聯合廣西提督馮子才圍攻吳亞終，奪回高平省城。翌年，吳亞終圍攻北寧省城，被剿撫使翁益謙射殺。其弟吳鯨被包圍，舉家自殺。
吳亞終死後，其部眾分為黃旗軍、黑旗軍、白旗軍三支，分別由黃崇英、劉永福、盤文二率領。